# República Checa en los Juegos Olímpicos de Atenas 2004
La República Checa estuvo representada en los Juegos Olímpicos de Atenas 2004 por un total de 142 deportistas que compitieron en 20 deportes.  
El portador de la bandera en la ceremonia de apertura fue el nadador Květoslav Svoboda.

## Medallistas
El equipo olímpico checo obtuvo las siguientes medallas:
| Nombre                                            | Deporte               | Competición              |
| ------------------------------------------------- | --------------------- | ------------------------ |
| Oro                                               |                       |                          |
| Roman Šebrle                                      | Atletismo             | Decatlón M               |
| Plata                                             |                       |                          |
| David Kopřiva Jakub Hanák Tomáš Karas David Jirka | Remo                  | Cuatro scull (M4x) M     |
| Lenka Hyková                                      | Tiro                  | Pistola deportiva 25 m F |
| Lenka Šmídová                                     | Vela                  | Europe F                 |
| Bronce                                            |                       |                          |
| Jaroslav Bába                                     | Atletismo             | Salto de altura M        |
| Věra Pospíšilová-Cechlová                         | Atletismo             | Disco F                  |
| Libor Capalini                                    | Pentatlón moderno     | Individual M             |
| Jaroslav Volf Ondřej Štěpánek                     | Piragüismo en eslalon | C2 M                     |
| Kateřina Kůrková                                  | Tiro                  | Rifle de aire 10 m F     |